# Jurij Sjvyrjov
Jurij Sjvyrjov (russisk: Юрий Афанасьевич Швырёв) (født 13. maj 1932 i Novosjakhtinsk i Sovjetunionen, død 30. december 2013) var en sovjetisk filminstruktør og manuskriptforfatter.

## Filmografi
- Prjamaja linija (Прямая линия, 1967)[1][2]
- Ballada o Beringe i ego druzjakh (Баллада о Беринге и его друзьях, 1970)